# Afro-porto-riquenhos
A história dos porto-riquenhos de ascendência africana começa com homens africanos livres, conhecidos como libertos, que acompanharam os conquistadores espanhóis na invasão da ilha. Os espanhóis escravizaram os taínos (os habitantes nativos da ilha), muitos dos quais morreram como resultado das novas doenças infecciosas e da opressão espanhola. A realeza espanhola precisava de trabalhadores e começou a depender da escravidão para suas operações nas minas e na construção de fortes, portanto, a coroa autorizou a importação de escravos da África Ocidental; como resultado, a maioria dos africanos que entraram em Porto Rico eram parte da migração forçada como comércio atlântico de escravos, vindos de várias partes e culturas diferentes do continente africano.
Quando as minas de ouro em Porto Rico foram declaradas esgotadas, a Coroa Espanhola deixou de considerar a ilha uma alta prioridade colonial. Seus principais portos serviram principalmente como uma guarnição de apoio para embarcações navais. Os espanhóis incentivaram pessoas de cor livres de posses britânicas e francesas no Caribe a emigrar para Porto Rico, a fim de fornecer uma base populacional de apoio para as guarnições porto-riquenhas. O decreto espanhol de 1789 permitiu que os escravos ganhassem ou comprassem sua liberdade; no entanto, isso fez pouco para ajudar sua situação. A expansão dos engenhos de açúcar aumentou a demanda por mão de obra e a população de escravos subiu drasticamente na medida em que novos escravos foram importados. Através dos anos, aconteceram muitas rebeliões de escravos na ilha. Os escravos que foram prometidos a sua liberdade se juntaram a revolta de 1868 contra o domínio colonial espanhol no que é hoje conhecido como o Grito de Lares, a primeira grande revolta contra o domínio espanhol na ilha. Em 22 de março de 1873 a escravidão foi abolida em Porto Rico.

## Influência africana na cultura porto-riquenha
Os descendentes de escravos africanos tornaram-se instrumentais no desenvolvimento da estrutura cultural, econômica e política de Porto Rico. Eles superaram muitos obstáculos e contribuíram para as instituições de entretenimento, esporte, literatura e ciências da ilha. Suas contribuições e herança ainda podem ser sentidas hoje na arte, música, culinária e crenças religiosas do cotidiano porto-riquenho. Em Porto Rico, 22 de março é conhecido como o "Dia da Abolição" e é um feriado celebrado por quem mora na ilha.

### Língua
Muitos escravos africanos trazidos para Cuba e Porto Rico falavam o chamado espanhol "bozal", uma língua crioula de base espanhola com influências congolesas e portuguesas. Embora o espanhol bozal tenha se tornado extinto no século XIX, a influência africana no espanhol falado na ilha é ainda evidente nas palavras de origem congolesa que se tornaram parte permanente do espanhol porto-riquenho.

### Música

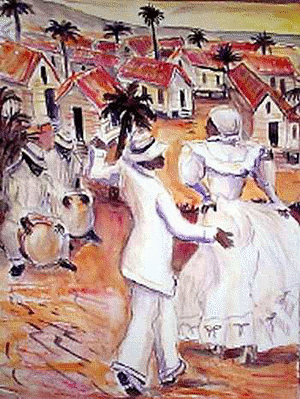
Baile De Loiza Aldea de Antonio Broccoli Porto

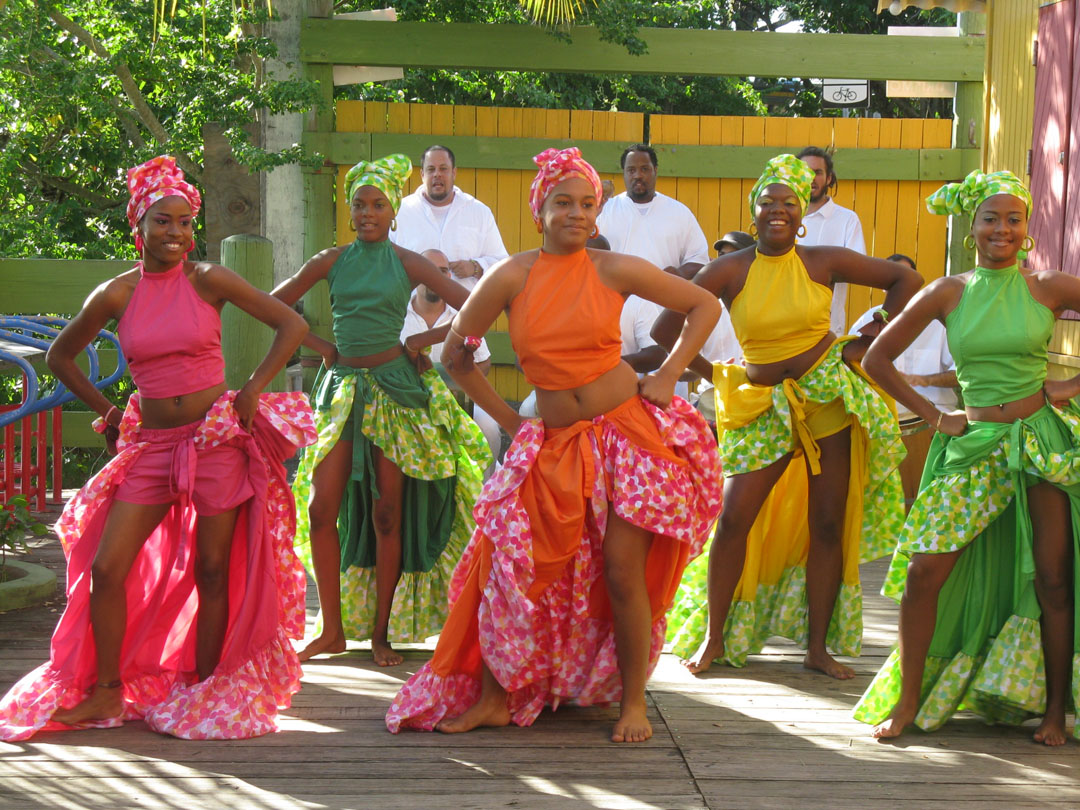
Mulheres afro-porto-riquenhas com vestimenta de dança Bomba

Instrumentos musicais porto-riquenhos como os barris, tambores com pele de animal esticada e formas de dança-música como bomba e plena têm suas raízes no continente africano. Bomba representa a forte influência da África em Porto Rico, sendo um estilo musical, ritmo e dança que foi trazido para a ilha pelos escravos da África Ocidental.
Plena é outra forma de música folclórica de origem africana, sendo trazida a Ponce pelos negros que vieram das ilhas ao Sul de Porto Rico. É um ritmo claramente africano parecido com o Calypso, a Soca e o Dancehall da Jamaica e de Trinidad.
Bomba e Plena eram tocadas durante o festival de Santiago, já que os escravos não tinham permissão para cultuar os seus próprios deuses. Bomba e Plena deram origem a inúmeros estilos com base no tipo de dança que se pretendia dançar, incluindo leró, yubá, cunyá, babú e belén. Os escravos celebravam batismos, casamentos e nascimentos com seus "bailes de bomba". Os senhores de escravos, com medo de rebeliões, permitiam que os escravos dançassem nos domingos. As dançarinas imitavam e tiravam sarro dos senhores. Máscaras eram e ainda são usadas para espantar espíritos do mal; um dos personagens mascarados mais conhecidos é o Vejigante, um personagem travesso e o principal dos carnavais em Porto Rico.
Até mais ou menos 1953, Bomba e Plena eram praticamente desconhecidas fora de Porto Rico, até músicos da ilha como Rafael Cortijo (1928–1982), Ismael Rivera (1931–1987) e a orquestra El Conjunto Monterrey as introduzirem ao restante do mundo. O que Rafael Cortijo fez com sua orquestra foi modernizar os ritmos folclóricos de Porto Rico com o uso do piano, do baixo, do saxofone, do trompete e outros instrumentos de percussão como timbais, bongos e trocar os tradicionais barris por congas.
Rafael Cepeda (1910–1996), também conhecido como o "Patriarca da Bomba e Plena", foi o patriarca da família Cepeda, que é uma das mais famosas expoentes da música popular porto-riquenha, com gerações de músicos trabalhando para preservar a herança africana na música porto-riquenha. A família é conhecida por suas apresentações da bomba e da música folclórica plena e é considerada por muitos como a detentora desses gêneros tradicionais.
Sylvia del Villard (1928–1990) foi integrante do Balé Afro-Boricua. Ela participou das seguintes produções afro-porto-riquenhas, Palesiana y Aquelarre e Palesianisima. Em 1968, fundou o Teatro Afro-Boricua El Coqui, que foi reconhecido pela Associação Pan-americana do New World Festival como a autoridade mais importante da cultura negra porto-riquenha. O grupo de teatro recebeu um contrato que lhes permitiu apresentar o seu ato em outros países e em várias universidades nos Estados Unidos. Em 1981, Villard se tornou a primeira e única diretora do Escritório de Assuntos Afro-porto-riquenhos do Instituto Cultural de Porto Rico. Ela era conhecida como uma ativista franca que lutou pela igualdade de direitos do artista negro porto-riquenho.

### Culinária

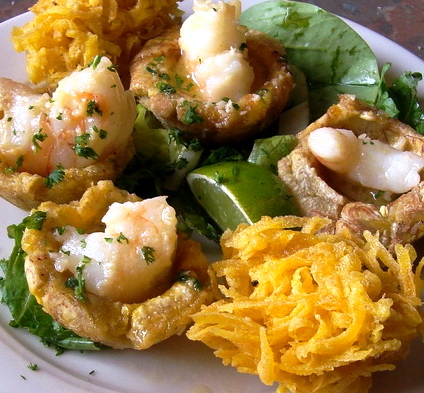
"Arañitas" e "tostones rellenos", pratos feitos com banana-da-terra

Nydia Rios de Colon, colaboradora do livro de receitas Smithsonian Folklife Cookbook, também oferece seminários de culinária através do Instituto Cultural de Porto Rico. Ela escreve sobre a culinária:
A culinária porto-riquenha também tem uma forte influência africana. A mistura de sabores que compõem a típica culinária porto-riquenha conta com o toque africano. Pasteles, pequenos feixes de carne colocados dentro de uma massa feita de banana verde ralada (às vezes combinada com abóbora, batata, banana ou taioba) e envoltos em folhas de bananeira, foram criados por mulheres africanas na ilha e baseados em produtos alimentícios originários da África.
Da mesma forma, Johnny Irizarry e Maria Mills escreveram:
O salmorejo, um prato local feito com guaiamu, lembra a culinária sulista dos Estados Unidos com seu tempero. O mofongo, um dos pratos mais conhecidos da ilha, é uma bola de banana-da-terra frita, recheada com carne de porco, caranguejo, lagosta, camarão ou uma combinação de todos eles. A culinária de Porto Rico abraça suas raízes africanas, tecendo-as em suas influências indígenas e espanholas.

### Religião

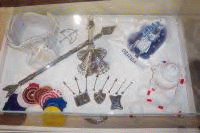
Artefatos de santería

Em 1478, os monarcas católicos da Espanha, Ferdinando II de Aragão e Isabel I de Castela, estabeleceram um tribunal eclesiástico conhecido como a Inquisição Espanhola. A intenção era manter a ortodoxia da Igreja Católica em seus reinos.
A Inquisição não manteve rota ou tribunal religioso em Porto Rico. No entanto, hereges eram registrados e, se necessário, encaminhados para tribunais regionais da Inquisição na Espanha ou em outro lugar do hemisfério ocidental. Os africanos não tinham permissão para praticar religiões nativas e não-cristãs. Nenhuma religião étnica africana sobreviveu intacta desde os tempos da escravidão até o presente em Porto Rico, porém, muitos elementos de crenças espirituais africanas foram incorporados em ideias e práticas sincréticas. Santería, uma mistura sincrética de religião iorubá com catolicismo e palo mayombe, tradições congolesas, também são praticadas em Porto Rico, tendo a última chegado na ilha muito antes da primeira. Um pequeno grupo de pessoas pratica vodum, que deriva da mitologia daomeana.
Palo Mayombe, ou tradições congolesas, já existia por vários séculos antes do desenvolvimento da santeria no século XIX. Guayama se tornou conhecida como a "cidade das bruxas" porque a religião era amplamente praticada nesta cidade. Acredita-se que a santería nasceu entre os escravos em Cuba. Os iorubás foram levados para vários lugares do Caribe e da América Latina, levando consigo suas tradições e, em alguns lugares, preservando-as mais do que em outros. Em Porto Rico e Trinidad o cristianismo era dominante. Apesar de convertidos ao cristianismo, os africanos capturados não abandonaram suas práticas religiosas tradicionais de uma vez. Santería é uma religião sincrética criada entre as diversas imagens tiradas da Igreja Católica e as deidades representacionais da etnia iorubá da Nigéria. Santería é amplamente praticada na cidade de Loíza.

## Demografia atual
Segundo o Censo de 2010, 75,8% dos porto-riquenhos se identificam como brancos, 12,4% como negros, 0,5% como ameríndios, 0,2% como asiáticos e 11,1% como "mestiços ou outro". Embora as estimativas variem, a maioria das fontes estima que cerca de 65% dos porto-riquenhos têm ascendência africana significativa. A vasta maioria dos negros em Porto Rico são afro-porto-riquenhos, o que quer dizer que eles estão em Porto Rico há gerações, geralmente desde a época do comércio de escravos, formando uma parte importante da cultura e sociedade porto-riquenha. Imigrantes negros recentes são oriundos principalmente da República Dominicana, do Haiti, de outros países latino-americanos e caribenhos e, em menor grau, do continente africano também. Muitos migrantes negros dos Estados Unidos e das Ilhas Virgens Americanas também se mudaram para Porto Rico. Além disso, muitos afro-porto-riquenhos têm saído de Porto Rico, principalmente em direção aos Estados Unidos. Lá, bem como nas Ilhas Virgens, eles compõem a maior parte da população afro-latina nos EUA.
Sob o domínio espanhol e americano, Porto Rico passou por um processo de branqueamento. A população da ilha passou de ser 50% classificada como negra ou mulata nos primeiros 25 anos do século XIX a quase 80% classificada como branca no meio do século XX. Sob o domínio espanhol, Porto Rico tinha leis como Regla del Sacar ou Gracias al Sacar, que classificavam pessoas de ancestralidade mestiça como brancas, o que era o contrário da one-drop rule na sociedade dos Estados Unidos após a Guerra Civil Americana. Além disso, o Decreto Real de Graças de 1815 do governo espanhol encorajou a imigração de países europeus. A imigração européia pesada aumentou a população de Porto Rico para cerca de um milhão até o final do século XIX, diminuindo a proporção da população negra em Porto Rico. Nas primeiras décadas do domínio norte-americano, os recenseadores começaram a mudar de classificar as pessoas de negros para brancos e a sociedade passou pelo processo que foi chamado de "branqueamento" entre os censos de 1910 e 1920, em particular. Em meados do século XX, o governo dos EUA esterilizou à força mulheres porto-riquenhas, especialmente as não-brancas.
11% dos porto-riquenhos se identificam como de ascendência multiétnica e geralmente apenas como "mestiços". Afro-porto-riquenhos não tiveram que lidar com a mesma situação política que os afro-americanos, que se identificavam como negros em parte para reunir seu poder político ao tentar obter o cumprimento de seus direitos civis e a proteção do seu voto. No entanto, no século XXI, Porto Rico assiste a um ressurgimento da autoafirmação negra, principalmente devido aos afro-porto-riquenhos famosos que promovem o orgulho negro entre a comunidade porto-riquenha. Além disso, jovens afro-porto-riquenhos estão aprendendo mais sobre a história de seu povo a partir de livros didáticos que abrangem mais a história afro-porto-riquenha. O Censo de 2010 registrou a primeira queda da porcentagem de brancos da população em mais de um século, bem como o primeiro aumento da porcentagem de negros. Muitos dos fatores que podem possivelmente perpetuar esta tendência incluem: mais porto-riquenhos podem começar a se identificar como negros, devido ao aumento do orgulho negro e da consciência racial em toda a ilha, bem como ao crescente número de imigrantes negros, especialmente da República Dominicana e Haiti, muitos dos quais são imigrantes ilegais, e a crescente emigração de porto-riquenhos brancos para os EUA continentais.
Os municípios com as maiores populações negras, segundo o Censo de 2010, são:
- San Juan: 73.538
- Carolina: 40.310
- Bayamón: 21.373
- Loíza: 19.314
- Ponce: 14.896

Os municípios com as maiores porcentagens de residentes que se identificam como negros, segundo o Censo de 2010, são:
- Loíza: 64,3%
- Arroyo: 32,5%
- Maunabo: 30,4%
- Vieques: 28,1%
- Culebra: 26,6%
- Río Grande: 24,6%
- Guayama: 22,9%
- Carolina 22,8%
- Canóvanas: 21,6%
- Luquillo: 20,8%
- Patillas: 19,9%